# Му Ден
Му Ден — карликовий бегемот, народилася 10 липня 2024 року в сім'ї Тоні та Йони. У неї є двоє рідних братів і сестер (Надет і Му Тун) і чотири зведені брати і сестри (Ко, Канья, Фало і Му Ван).  Ім'я Му Ден ( тай. หมูเด้ง  </link></link> , RTGS : му денг ,вимовляється [mǔː dêŋ] ⓘ</link></link> ) було обрано шляхом громадського опитування, за яке проголосували понад 20 000 людей. Англійською це перекладається як «Стрибуча свинка»   .   
Відкритий зоопарк Khao Kheow Open Zoo розмістив зображення своїх карликових бегемотів на своїй офіційній сторінці у Facebook, і Му Денг швидко стала улюбленицею серед публіки за свою грайливість та активність. У відповідь на її популярність зоопарк почав продавати одяг та інші товари з дизайном, заснованим на Му Денг.[2][3] Інші компанії випускали товари, засновані на Му Денг, в тому числі кондитерська Vetmon Cafe, яка створила реалістичний торт у формі її.[4] Крім того, Sephora опублікувала підручник з макіяжу, натхненний нею.[5][6] Му Денг стала предметом багатьох творів фан-арту.[7]
Завдяки вірусній популярності Му Денг в Інтернеті кількість щоденних відвідувачів зоопарку подвоїлася на початку вересня 2024 року[1]. Деякі відвідувачі цькували маля, обливаючи його водою[2][3] або кидаючи в нього предмети, щоб розбудити. В результаті Відкритий зоопарк Хао-Хоу встановив камери спостереження навколо її вольєра. Директор зоопарку пригрозив судовим позовом відвідувачам, які її ображали[4][5][3] Неправомірна поведінка деяких відвідувачів була широко засуджена в Інтернеті[6][7] Зоопарк також запровадив п'ятихвилинний ліміт часу для відвідувачів, щоб впоратися з великою кількістю відвідувачів[8].
У вересні 2024 року директор зоопарку Наронгвіт Чодчой оголосив, що зоопарк розпочав процес реєстрації авторських прав і торгової марки «Бегемот Му Денг», щоб зібрати кошти для зоопарку[1][2] Зоопарк також планує запустити безперервну пряму трансляцію, щоб дозволити шанувальникам спостерігати за Му Денгом наживо через Інтернет[3].
28 вересня Му Денг стала об'єктом скетчу на Saturday Night Live[1], її пародіював Боуен Янг у програмі Weekend Update, а також персонаж був використаний для сатиричних коментарів американського поп-артиста Чаппелла Роана про славу та політичну підтримку[2].
жовтні 2024 року відкритий зоопарк Khao Kheow був розкритикований організацією PETA за утримання карликових бегемотів, таких як Му Денг, у неволі, незважаючи на те, що вони є зникаючим видом. Зоопарк спростував ці звинувачення, заявивши, що про всіх тварин, яких вони утримують, добре піклуються. Тайське товариство із запобігання жорстокому поводженню з тваринами заявило, що PETA, ймовірно, покладалася на застарілу інформацію про добробут тварин у Таїланді, щоб зробити ці заяви[1].

## Дивіться також
- Песто, дитинча пінгвіна, яке набуло популярності в мережі у вересні 2024 року

## Зовнішні посилання
- Вікісховище має мультимедійні дані за темою: Му Ден